# Rudolf Christoph Eucken
Rudolf Christoph Eucken (5. ledna 1846, Aurich, Východní Frísko – 15. září 1926, Jena) byl německý filozof a univerzitní profesor, představitel hnutí za obnovu idealistické metafyziky, nositel Nobelovy ceny za literaturu z roku 1908.

## Život a filozofické názory
Rudolf Christoph Eucken studoval na univerzitách v Berlíně a Göttingenu klasickou filologii, historii a filozofii a hluboce se zabýval Aristotelovými postupy a výrazovými prostředky. V letech 1871 až 1874 působil jako univerzitní profesor filozofie v Basileji a od roku 1874 až do roku 1920 v Jeně.
V 80. letech 19. století vystoupil jako vedoucí činitel hnutí kritizující převládající naturalisticko-pozitivistický světový názor. Ve svém díle se snažil na základě tradic německého klasického idealismu vytvořit vlastní koncepci metafyziky ducha, spojující filozofický aktivismus s křesťanským náboženstvím a s některými prvky pozdější filozofie života. Východiskem jeho prací, ve kterých usiloval o obnovu idealistického myšlení a tvořivých sil lidstva, bylo pojetí duchovního světa jako autonomního, věčného, majícího absolutní smysl a hodnotu. Jako zastánce neoidealismu požadoval a zdůvodňoval sjednocení tvorby a života do mravně-duchovního činu, který by překonal úpadek moderní civilizace spočívající v tom, že se kulturní práce stala neosobní, čímž by se opětovně vytvořil opravdový duchovní život.

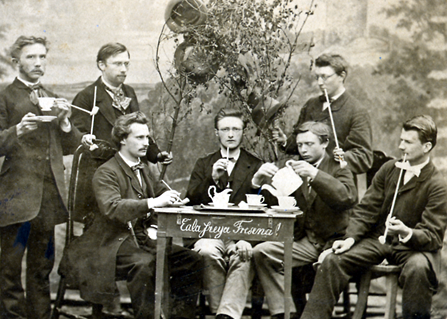
Rudolf Christoph Eucken (uprostřed) roku 1865 na univerzitě v Göttingenu

Svůj myšlenkový postup Eucken označoval jako noologickou metodu, která spočívala v tom, že duchovní svět nechápal jen psychologicky, ale také jako objektivní hodnotu. Smysl bytí pak spatřoval v aktivním naplňování duchovních hodnot.
Euckenovy spisy se vyznačují obrovským kazatelským patosem působícím zejména proti odlidštění lidské kultury. Zejména proto byla roku 1908 Euckenovi udělena Nobelova cena za literaturu „… za závažné hledání pravdy, pronikavou sílu myšlení a široký rozhled, za vřelost a mohutnost stylistického ztvárnění, s nimiž v četných pracích hájil a rozvíjel idealistickou životní filosofii“ (citace ze zdůvodnění Švédské akademie). Bylo to podruhé, co nešlo o cenu za krásnou literaturu, ale za jiné spisy, které svou formou a pojetím mají literární hodnotu, jak to stojí v příslušných stanovách k Nobelově ceně (prvním takovýmto nositelem byl roku 1902 německý historik Theodor Mommsen).

## Spisy
- Die Methode der aristotelischen Forschung (1872, Metoda Aristotelových bádání),
- Grundbegriffe der Gegenwart (1878, Základní pojmy moderního filozofického myšlení),

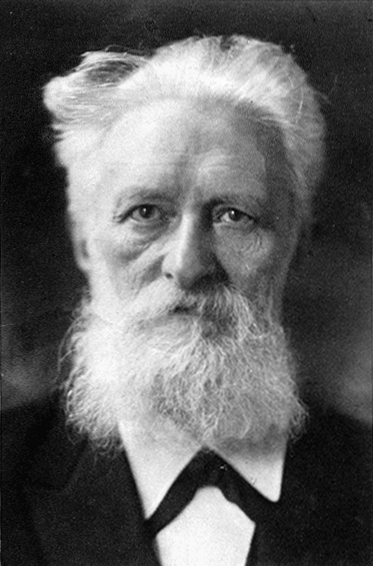
Rudolf Christoph Eucken.

- Rudolf Christoph Eucken.Geschichte der philosophischen Terminologie (1879, Dějiny filozofického názvosloví),
- Die Einheit des Geistesleben (1888, Jednota duchovního života),
- Die Lebensanschauungen der grosser Denker (1890, Velcí myslitelé a jejich pohledy na život),
- Der Kampf um einen geistigen Lebensinhalt (1896 Zápas za duchovní obsah života),
- Der Wahrheitsgehalt der Religion (1901, Pravda náboženství),
- Grundlinien einer neuen Lebensanschauung (1907, Podstata života a životní názory),
- Philosophie der Geschichte 1907, Filozofie dějin)
- Geistige Stromungen der Gegenwart (1908, Hlavní proudy moderního myšlení),
- Der Sinn und Wert des Lebens (1908, Smysl a hodnota života),
- Können wir noch Christen sein? (1911, Můžeme ještě být křesťany?),
- Der Sozialismus und seine Lebensgestaltung (1921, Socialismus a jeho utváření).

## Česká vydání
- Náboženství a život, Kalich, Praha 1914,
- Dějiny, Stará Říše na Moravě, 1936, přeložil Jaroslav Skalický
- Smysl a hodnota života, Nakladatelské družstvo Máje, Praha 1937, přeložil a úvodem opatřil Rudolf Procházka.